# (32697) 1069 T-2
1069 T-2 (asteroide 32697) é um asteroide da cintura principal. Possui uma excentricidade de 0.14538980 e uma inclinação de 2.61772º.
Este asteroide foi descoberto no dia 29 de setembro de 1973 por Cornelis Johannes van Houten e Ingrid van Houten-Groeneveld e Tom Gehrels em Palomar.